# 수뢰후부정처사죄
수뢰후부정처사죄(受賂後不正處事罪)란 대한민국 형법의 죄로 공무원이나 그에 해당하는 사람이 뇌물을 받은 뒤에 그에 따라 직무와 관련된 부정한 행위를 말한다.

## 사례
공무원 갑이 건축업자 을로부터 공사비 상당의 대금으로 주택 1동을 분양받기로 약속한 후 1필지당 2동 이상을 건축하지 목함에도 2동 이상 지을 수 있도록 허가해 준 경우가 이 죄에 해당한다.

## 참고 문헌
- 손동권, 형법 총론-제 2 개정판, 율곡출판사, 2005. ISBN 8991830013